# Achterbrug
Een achterbrug is de achterwielophanging van de motorfiets. Deze is scharnierend bevestigd in de versnellingsbak of het hoofdframe. In dubbele uitvoering (links en rechts van het achterwiel) ook wel achtervork of swingarm genoemd.

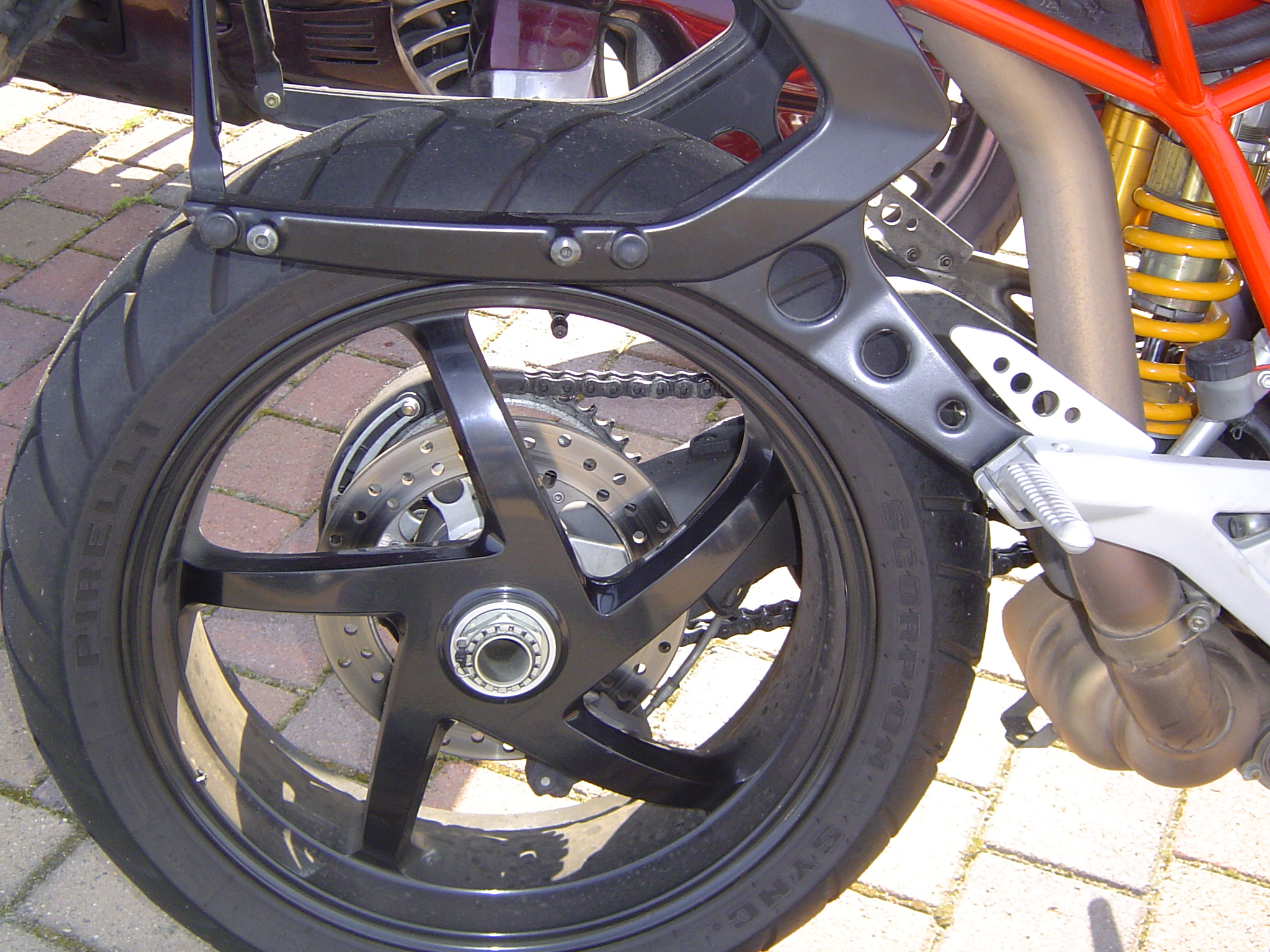
De achterbrug van deze Ducati 1000S DS Multistrada is enkel uitgevoerd. Daardoor kan het wiel snel verwijderd worden. Aan de zijde van de achterbrug is ook het achterste kettingtandwiel en de remschijf bevestigd.

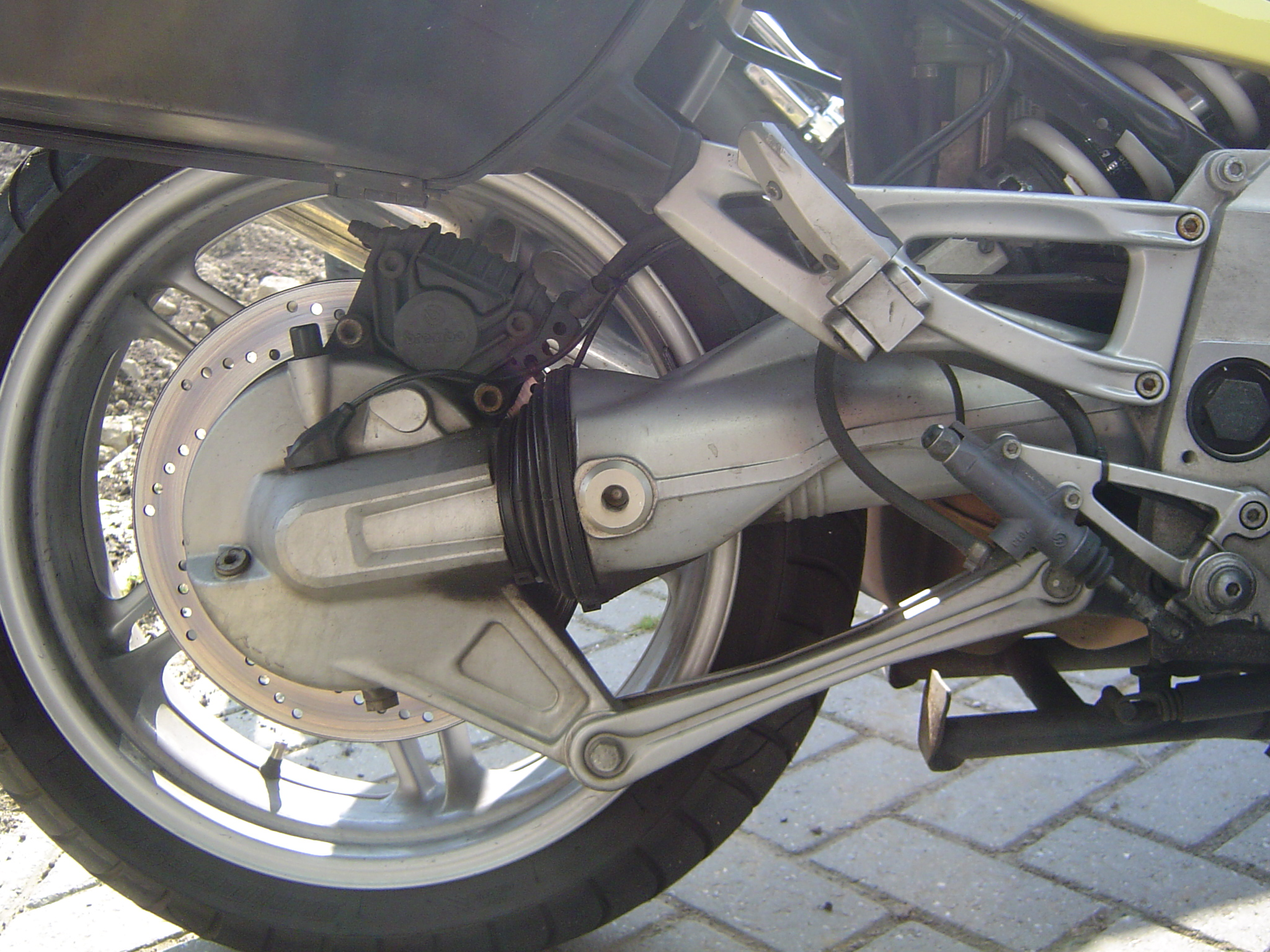
Ook de achterbrug van deze BMW K 1200 RS is enkel uitgevoerd. Hierin is de cardanaandrijving en eveneens het remsysteem ingebouwd

Achterbrug · Balhoofd · Brugframe · Buisframe · Composietframe · Deltabox · Dubbel wiegframe · Duplex frame · E-box frame · Enkel wiegframe · FAST frame · Featherbed frame · Garden gate frame · Lateral Frame Concept · LCG Twin Tube · Loop Frame · Lowboy frame · MR-Albox · Omega frame · Open frame · Perimeter frame · Pivot frame · Pivotless frame · Plaatframe · Raked frame · Rigid frame · Semi-pivotless frame · Slimline frame · Spaceframe · Springframe · Starframe · Stijf frame · Tankframe · Twin Spar frame · Vakwerkframe · Wiegframe · Zeta frame